# Tyrkiets Grand Prix
Tyrkiets Grand Prix var et Formel 1-løb som blev arrangeret på Istanbul Park fra 2005 til 2011. I 2020 blev løbet igen arrangeret søndag den 15. november 2020 grundet ændringer i sæsonens kalender på baggrund af coronaviruspandemien.

## Vindere af Tyrkiets Grand Prix
| År          | Kører            | Konstruktør      | Bane          | Rapport      |
| ----------- | ---------------- | ---------------- | ------------- | ------------ |
| 2020        | Lewis Hamilton   | Mercedes GP      | Istanbul Park | Rapport      |
| 2019 – 2012 | Ikke afholdt     | Ikke afholdt     | Ikke afholdt  | Ikke afholdt |
| 2011        | Sebastian Vettel | Red Bull-Renault | Istanbul Park | Rapport      |
| 2010        | Lewis Hamilton   | McLaren-Mercedes | Istanbul Park | Rapport      |
| 2009        | Jenson Button    | Brawn-Mercedes   | Istanbul Park | Rapport      |
| 2008        | Felipe Massa     | Ferrari          | Istanbul Park | Rapport      |
| 2007        | Felipe Massa     | Ferrari          | Istanbul Park | Rapport      |
| 2006        | Felipe Massa     | Ferrari          | Istanbul Park | Rapport      |
| 2005        | Kimi Räikkönen   | McLaren-Mercedes | Istanbul Park | Rapport      |

40°57′20″N 29°24′30″Ø / 40.95569°N 29.40825°Ø